# Barrancas (métro de Santiago)
Pour les articles homonymes, voir Barrancas.
Barrancas est une station de la Ligne 5 du métro de Santiago, dans les communes de Pudahuel et Lo Prado.

## La station
La station est ouverte depuis 2011.